# Tim Burton
Tim Burton, właśc. Timothy Walter Burton (ur. 25 sierpnia 1958 w Burbank) – amerykański reżyser, scenarzysta, producent filmowy i animator. Wyreżyserował takie filmy jak: Edward Nożycoręki, Jeździec bez głowy czy Batman.

## Życiorys

### Wczesne lata
Urodził się w Burbank w Kalifornii jako syn Jean Burton (z domu Erickson), późniejszej właścicielki sklepu z pamiątkami o tematyce kotów, oraz Williama „Billa” Burtona, byłego piłkarza ligi małoletniej, który pracował dla Departamentu Parków i Rekreacji Burbank. Jako nastolatek Burton kręcił krótkometrażowe filmy na swoim podwórku przy Evergreen Street przy użyciu prymitywnych technik animacji poklatkowej lub kręcił je na filmie 8 mm bez dźwięku. W wieku 13 lat nakręcił Wyspę Doktora Agora (The Island of Doctor Agor). Burton uczęszczał do Providencia Elementary School w Burbank. Naukę kontynuował w Burbank High School, ale nie był szczególnie dobrym uczniem. Grał w drużynie piłki wodnej w Burbank High. Czerpał przyjemność z malowania, rysowania i oglądania filmów, a także czytając dzieła Edgara Allana Poego. Na jego przyszłe prace duży wpływ miały prace takich bohaterów z dzieciństwa, jak dr. Seuss i Roald Dahl. W 1981 ukończył studia na wydziale animacji w California Institute of the Arts w Walencji w Kalifornii. Jako student CalArts Burton wykonał krótkometrażowe filmy – Spodenki z łodyg selera potwora (Stalk of the Celery Monster) i Król i ośmiornica (King and Octopus).

### Kariera
Po studiach, w latach 70. rozpoczął pracę w jako animator w studiu Walta Disneya, współpracując przy animacji kilku kreskówek, w tym Rox i Rouky. Po tym doświadczeniu zrealizował dwa filmy krótkometrażowe – animowany Vincent (1982) i Frankenweenie (1984).
Stał się znany ze swoich mrocznych, gotyckich, makabrycznych i dziwacznych filmów grozy i fantasy, takich jak Sok z żuka (1988), Edward Nożycoręki (1990), Miasteczko Halloween (1993), Ed Wood (1994), Jeździec bez głowy (1999), Gnijąca panna młoda (2005), Sweeney Todd: Demoniczny golibroda z Fleet Street (2007), Mroczne cienie (2012) i Frankenweenie (2012). Jest także znany z takich przebojów kasowych, jak komedia przygodowa Wielka przygoda Pee Wee Hermana (1985), filmy o superbohaterach – Batman (1989) i kontynuacja Powrót Batmana (1992), filmie fantastycznonaukowym Planeta małp (2001), muzycznym filmie przygodowym Charlie i fabryka czekolady (2005) oraz filmie fantastycznym Alicja w krainie czarów (2010), który zarobił na całym świecie ponad 1 miliard dolarów.
W 1989 artysta otworzył własną firmę produkcyjną Tim Burton Productions. W 1997 wydał książkę The Melancholy Death of Oyster Boy & Other Stories, będącą zbiorem 23 historii pełnych czarnego humoru.
Zasiadał w jury konkursu głównego na 50. MFF w Cannes (1997) oraz w jury sekcji „Cinéfondation” na 59. MFF w Cannes (2006). Przewodniczył obradom jury na 63. MFF w Cannes (2010).

### Cechy charakterystyczne twórczości[potrzebnyprzypis]
- Często pracuje z aktorami Johnnym Deppem i Heleną Bonham Carter oraz twórcą muzyki filmowej Dannym Elfmanem.
- Często pokazuje w filmach martwe psy, klaunów, owce, poskręcane drzewa, latarnie z wydrążonej dyni i strachy na wróble.
- W większości filmów umieszcza scenę przy stole.
- Jego filmy najczęściej mają gotycki podtekst.
- Indywidualizuje logo początkowe filmu.
- W jego filmach można zauważyć wpływ grafik Edwarda Goreya.
- Często używa cieni, by stworzyć straszny, złowieszczy klimat filmu.
- Jego dzieła zawierają dość dużo czarno-białych pasków, krętych spiral i zakręconych krawędzi.
- Postacie z jego filmów często mają długie nogi i małe stopy oraz bladą skórę. Często w jego filmach pojawiają się bohaterowie z podkrążonymi oczami (Miasteczko Halloween, Sweeney Todd: Demoniczny golibroda z Fleet Street, Gnijąca panna młoda Tima Burtona, Edward Nożycoręki, Alicja w krainie czarów, Mroczne cienie).
- W swoich filmach pokazuje często głównych bohaterów jako postacie, które nie radzą sobie z otaczającą ich rzeczywistością i z problemami dotyczącymi normalnego życia. Z tego powodu są oni odrzucani i nieakceptowani. Burton potrafi w ten sposób pokazać problemy dręczące też jego.
- Jego filmy zazwyczaj mają morał lub pouczenie, które można wywnioskować z treści, np.: Edward Nożycoręki – „inność” Edwarda powoduje lęk u ludzi i strach oraz nieakceptowanie takim jakim jest.

## Życie prywatne
24 lutego 1989 poślubił Lenę Gieseke, jednak 31 grudnia 1991 doszło do rozwodu. W latach 1993–2001 był związany z Lisą Marie Smith. W 2001 związał się z aktorką Heleną Bonham Carter, z którą ma syna Billy’ego Raya (ur. 4 października 2003) oraz córkę Nell (ur. 15 grudnia 2007). Po 13 latach para rozstała się pod koniec 2014.
Od 2023 roku jego partnerką jest Monica Bellucci.

## Filmografia
| Rok       | Tytuł                                                                 | Reżyser | Scenarzysta | Producent | Obsada aktorska (rola)        |
| --------- | --------------------------------------------------------------------- | ------- | ----------- | --------- | ----------------------------- |
| 1971      | Wyspa Doktora Agora (The Island of Doctor Agor, film krótkometrażowy) | T       | T           |           | doktor Agor                   |
| 1971      | Prehistoric Caveman (film krótkometrażowy)                            | T       |             |           |                               |
| 1971      | Houdini: The Untold Story (film krótkometrażowy)                      | T       |             |           |                               |
| 1972      | Tim’s Dreams (film krótkometrażowy)                                   | T       |             |           |                               |
| 1974      | 1997 (film krótkometrażowy)                                           | T       |             |           |                               |
| 1976      | Houdini: The Untold Story                                             |         |             |           | Harry Houdini                 |
| 1979      | Wielka wyprawa muppetów (The Muppet Movie)                            |         |             |           | Muppet                        |
| 1979      | Doctor of Doom (film krótkometrażowy)                                 | T       | T           |           | Don Carlo                     |
| 1979      | Stalk of the Celery Monster (film krótkometrażowy)                    | T       | T           | T         | dr Maxwell Payne              |
| 1979      | King and Octopus Animation (film krótkometrażowy)                     | T       |             |           |                               |
| 1982      | Vincent (film krótkometrażowy)                                        | T       | T           |           |                               |
| 1982      | Luau (film krótkometrażowy)                                           | T       |             |           | Najwyższa Istota / Mortie     |
| 1983      | Hansel and Gretel (TV)                                                | T       |             |           |                               |
| 1984      | Frankenweenie                                                         | T       | T           |           |                               |
| 1985      | Wielka przygoda Pee Wee Hermana                                       | T       |             |           | bandyta w zaułku              |
| 1985      | Nowa seria Alfred Hitchcock przedstawia (serial TV) odc.: „The Jar”   | T       |             |           |                               |
| 1985      | Faerie Tale Theatre (serial TV) odc.: „Aladyn i jego cudowna lampa”   | T       |             |           |                               |
| 1988      | Sok z żuka                                                            | T       |             |           |                               |
| 1989–1991 | Żukosoczek (serial TV)                                                |         | T           |           |                               |
| 1989      | Batman                                                                | T       |             |           |                               |
| 1990      | Edward Nożycoręki                                                     | T       | T           | T         |                               |
| 1992      | Powrót Batmana                                                        | T       | T           |           |                               |
| 1992      | Hoffa                                                                 |         |             |           | trup leżący w trumnie         |
| 1992      | Samotnicy (Singles)                                                   |         |             |           | Brian                         |
| 1993      | Miasteczko Halloween                                                  |         | T           |           |                               |
| 1993      | Pies Binfordów (serial TV)                                            |         |             | T         |                               |
| 1994      | Ed Wood                                                               | T       | T           |           |                               |
| 1994      | Chłopiec okrętowy                                                     |         |             | T         |                               |
| 1995      | Batman Forever                                                        |         |             | T         |                               |
| 1996      | Marsjanie atakują!                                                    | T       | T           |           |                               |
| 1996      | Jakubek i brzoskwinia olbrzymka                                       |         |             | T         |                               |
| 1999      | Jeździec bez głowy                                                    | T       |             |           |                               |
| 2001      | Planeta Małp                                                          | T       |             |           |                               |
| 2003      | Duża ryba                                                             | T       |             |           |                               |
| 2005      | Charlie i fabryka czekolady                                           | T       |             |           |                               |
| 2005      | Gnijąca panna młoda                                                   | T       | T           |           |                               |
| 2007      | Sweeney Todd: Demoniczny golibroda z Fleet Street                     | T       |             |           |                               |
| 2009 –    | 9                                                                     |         |             | T         |                               |
| 2010      | Alicja w Krainie Czarów                                               | T       |             |           |                               |
| 2012      | Abraham Lincoln: Łowca wampirów                                       |         |             | T         |                               |
| 2012      | Faceci w czerni III                                                   |         |             |           | kosmita na ekranie telewizora |
| 2012      | Frankenweenie                                                         | T       | T           | T         |                               |
| 2012      | Mroczne cienie                                                        | T       | T           |           |                               |
| 2014      | Wielkie oczy (Big Eyes)                                               | T       | T           |           |                               |
| 2016      | Osobliwy dom pani Peregrine                                           | T       |             |           | pasażer na atrakcję           |
| 2016      | Alicja po drugiej stronie lustra                                      |         |             | T         |                               |
| 2019      | Dumbo                                                                 | T       | T           |           |                               |
| 2022      | Wednesday (serial)                                                    | T       |             | T         |                               |
| 2024      | Beetlejuice Beetlejuice                                               | T       |             |           |                               |

### Teledyski
| Rok  | Tytuł          | Wykonawca   |
| ---- | -------------- | ----------- |
| 2008 | „Bones”        | The Killers |
| 2012 | „Here with Me” | The Killers |
| 2012 | „Powerless”    | Linkin Park |

## Nagrody
- Nagroda na MFF w Wenecji
  - 2005: Nagroda Festiwalu Przyszłości Kina za Gnijąca panna młoda Tima Burtona
  - 2007: Honorowy Złoty Lew za całokształt twórczości